# برنارد إف. بيرك
برنارد إف. بيرك (بالإنجليزية: Bernard Flood Burke) هو عالم فلك وأستاذ جامعي أمريكي، ولد في 7 يونيو 1928 في Brighton, Boston ‏ في الولايات المتحدة، وتوفي في 5 أغسطس 2018.